# Dimitar Yakimov
Dimitar Nikolov Yakimov (Šlegovo, 12 de agosto de 1941) é um ex-futebolista profissional e treinador búlgaro, que atuava como atacante.

## Carreira
Dimitar Yakimov fez parte do elenco da Seleção Búlgara na Copa do Mundo de 1962, 1966 e 1970. 

## Títulos
Septemvri Sofia
- Copa da Búlgaria: 1959–60

CSKA Sofia
- Campeonato Búlgaro (7): 1960–61, 1961–62, 1965–66, 1968–69, 1970–71, 1971–72, 1972–73
- Copa da Búlgaria (4): 1960–61, 1964–65, 1968–69, 1971–72